# New London (Ohio)
New London – wieś w Stanach Zjednoczonych, w stanie Ohio, w hrabstwie Huron.